# Gran plato con las armas de Felipe III el Bueno
El Gran plato con las armas de Felipe III el Bueno es un braserillo de cerámica de reflejo metálico de mediados del siglo XV y está considerado como una de las joyas de loza dorada hispanomusulmana.

## Origen
La pieza forma parte de la vajilla de Felipe III el Bueno, duque de Borgoña, conde de Flandes y creador de la Orden del Toisón (Dijon, 1396; Brujas, 1467), constituida en 1429 con motivo de su matrimonio con Isabel de Avis, hija de Juan I de Portugal. Se trataba de las terceras nupcias contraídas por el duque, que era consciente de la necesidad de perpetuar su dinastía, pues ninguno de sus dos anteriores matrimonios, con Micaela de Francia y Bona de Artois, le habían dado descendencia. Cuando sus embajadas se desplazaron a la Península en busca de esposa en 1427 pasaron por Valencia y, posiblemente, encargaron este tipo de platos con blasón. La elegida fue la Infanta Isabel de Portugal, una mujer bella e inteligente que pertenecía a la Casa de Avís, instalada en el viejo reino de Portugal en 1380, que mantenía una fuerte alianza con Inglaterra. Felipe el Bueno obtuvo en herencia para él y sus herederos una serie de condados, territorios, ciudades, villas y castillos.  Las bodas se celebraron en Brujas en enero de 1430 y los festejos se prolongaron durante ocho días. Existen crónicas que nos relatan algunos aspectos gastronómicos de la boda: Las bebidas corren a “raudales”, los platos desproporcionados se amontonan en las fiestas de la nobleza, como la boda de Felipe el Bueno e Isabel de Portugal, que tuvo lugar en Brujas en 1430, donde el vino “mana” como las fuentes, “día y noche” y los patés componen arquitecturas monumentales tras las cuales se pierden hombres y animales que apenas emergen ante sus anfractuosidades, y las mesas de los “manjares” tienen cinco pisos, “cada uno de ellos de dos pies y medio de altura”.
El braserillo con el escudo de armas de Felipe III, que formaría parte de esos “platos desproporcionados” que dotaban de esplendor los festejos y celebraciones, procede concretamente de los alfares de Manises (Valencia), que mantuvieron la rica tradición cerámica musulmana consiguiendo que fuera apreciada y muy demandada por la nobleza y realeza europea desde el siglo XV. Es sabido que los duques borgoñones, lo mismo Felipe III el Bueno que sus descendientes, entre los que se encuentra su nieto Felipe el Hermoso, eran entusiastas admiradores de esta loza dorada.

## Características
- Forma: braserillo
- Material: cerámica
- Técnica: esmaltado de reflejo dorado
- Dimensiones: 47,50 cm
- Iconografía: escudo de armas de Felipe III el bueno, duque de Borgoña y conde de Flandes; Decoración vegetal; Motivos epigráficos

## Decoración
Es una pieza plenamente islámica por su técnica, tipología y decoración. La tipología es característica de la vajilla en la cultura árabe: una gran fuente de la que comían todos los comensales. El desarrollo de una técnica que asemeja los reflejos del oro parece surgir como respuesta a la prohibición coránica de utilizar metales preciosos en la mesa.
La decoración presenta en el centro del asiento el escudo de armas del duque, cuartelado de lises y bandas con escusón de león rampante, rodeado de elementos decorativos de tradición islámica como el árbol de la vida y las alafias (abstracción geométrica de la palabra árabe al’afiya, que significa “salud” o “felicidad”). En el reverso, la decoración presenta un grifo alado rampante también, inserto en un tapiz de motivos vegetales donde se identifican helechos.
En todas las culturas de Oriente y Occidente el árbol tiene un significado sagrado. En el mundo islámico se le quiere ver como signo simbólico concreto referido al paraíso, aunque en el Corán no figura como tal. La presencia del árbol de la vida en esta decoración pone de manifiesto el hecho de que el árbol casi nunca desaparece de las representaciones del Islam lo mismo en Oriente que en Occidente. En este caso, con toda probabilidad, se está haciendo referencia a modelos de prestigio, tanto en la forma como en el contenido de estas decoraciones y objetos del ceremonial áulico de tradición musulmana.

## Conservación
El braserillo formó parte de la colección reunida por José Lázaro en Nueva York. Adquirido junto a otros cuatro platos de Manises por 1600 dólares en las Hammer Galleries en enero de 1942 procedentes de la Colección Peyta y Colección William Randolph Hearst. Del conjunto de piezas de cerámica que componía el servicio de mesa del duque, parece que sólo han llegado hasta nosotros el braserillo y otra pieza que está en la Wallace Collection de Londres. Actualmente, está en exposición en el Museo Lázaro Galdiano de Madrid, formando parte de la excelente colección de cerámica del museo. Se exhibe en una vitrina colocada sobre su asiento, de tal manera que no es visible el reverso de la pieza. 
Dentro de la serie de loza hispanomusulmana que posee el museo, hay ejemplares muy destacados también, como el enorme braserillo de gran hondura con blasón italiano, escudo toscano fajeado en oro y manganeso, perteneciente a alguna familia de la nobleza italiana que encargaban sus vajillas a los alfares de Manises. En este caso, el tipo de decoración que lo cubre, con clavellinas y hojas de perejil en sectores azules y plumeado de oro, es el mismo que aparece en otros ejemplares con escudos italianos del Museo Arqueológico Nacional y de la Hispanic Society. Fue abundantemente empleado y especialmente debió ser muy apreciado en Italia; su interés primordial, consiste en la enorme influencia que este tema tuvo posteriormente en la loza italiana, que lo imita estilizándolo y dando origen a la familia “italo-morisca”, que se produce principalmente en la región florentina.
Existe otro ejemplar de esta serie decorado con hoja de perejil, helecho y briona, en azul de cobalto y reflejo metálico, con el monograma de IHS (Jesucristo) en el asiento, algo que también se empleaba con frecuencia en este tipo de piezas en lugar de los escudos. 
Ya de comienzos del siglo XVI destaca por sus originales motivos de nudos y cordones un plato de reflejo dorado puro y brillante, con alero gallonado y decoración en reflejo metálico de encaje, florecillas y solfa. En el tetón central se observa una heráldica perteneciente a la casa de los Bofill.
Y probablemente del siglo XVII es el braserillo con heráldica perteneciente al rey Juan II de Castilla, que se completa con motivos vegetales, como la flor de cardo, y geométricos como son los motivos de encaje, solfa y cadeneta que se distribuyen entre los gallones y las flores del alero. En el reverso, igual que el Gran plato con las armas de Felipe III el Bueno, presenta helechos.
Además, la colección cuenta con diversos tarros de botica que son muestra destacada de este tipo de técnica cerámica que desde el periodo árabe hasta el siglo XVIII no deja de producirse en la artesanía de la península. 

### La Fundación Lázaro Galdiano
La Fundación Lázaro Galdiano de Madrid es fruto del generoso legado de José Lázaro Galdiano, que dedicó su vida a la pasión de coleccionar cosas bellas y que, a su muerte en 1947, cedió la totalidad de sus pertenencias al Estado español. La herencia estaba constituida por una magnífica colección de cerca de 13.000 obras de arte, 20.000 libros y los inmuebles de Parque Florido, un hermoso jardín del ensanche madrileño, donde Lázaro Galdiano mandó construir el palacete neorrenacentista que fue vivienda familiar y el edificio de La España Moderna, su editorial. A todo esto se añade una importante dotación económica que ha permitido a la Institución, creada bajo su nombre, mantenerse hasta la actualidad. Se trata de un espléndido legado por la cantidad importante de obras de arte donadas y, fundamentalmente, por la extraordinaria calidad de las mismas. Entre los libros de la biblioteca se encuentran importantes manuscritos iluminados, incunables, libros preciosos y raros, además de un grupo de obras de referencia para la historia del arte, producto de la selección de alguien con amplia experiencia y conocimiento de bibliotecas y literatura. Una de las obras más singulares para la historia del arte en nuestro país se encuentra entre sus estanterías. Se trata de Libro de descripción de verdaderos retratos, de illustres y memorables varones, de Francisco Pacheco, uno de los manuscritos más célebres del siglo de Oro español.
José Lázaro Galdiano reunió su colección con una visión enciclopédica tanto en las materias recogidas como en los estilos artísticos. Todo lo que suponía un testigo de épocas de esplendor pasadas y se ajustaba a sus cánones estéticos, era de su interés. Una colección de colecciones donde tienen cabida la pintura, la escultura, los esmaltes, los pequeños bronces, los marfiles, las armas, los abanicos, los textiles, las monedas y medallas o las miniaturas. Cronológicamente la colección recorre desde el siglo VI a. C. hasta el XX, y se circunscribe geográficamente a un marco estrictamente europeo, salvo puntuales excepciones, lo que resulta lógico teniendo en cuenta que su interés reside en el reconocimiento de España dentro de un ámbito europeo. Destacan en el conjunto, por su calidad y diversidad, las producciones artísticas españolas de los siglos XV al XVII, con obras del Greco, Zurbarán, Murillo y Velázquez. Pero por encima de todos ellos, la figura de Goya. De este artista poseyó una cantidad importante de obras entre lienzos, grabados, dibujos y cartas.
Lázaro conocía perfectamente el mundo del mercado artístico, desde las subastas más exquisitas de obras procedentes de colecciones con renombre como la Hertz, la Spitzer, o la Rothschild de las que adquirió piezas importantes, a los pequeños anticuarios o los aficionados que poseían reliquias de las desamortizaciones y que acudían a su casa para ofrecerle sus piezas. La colección se nutrió de este mercado, tanto nacional como extranjero y es también reflejo del comercio y del gusto artístico de una época que recorre más de medio siglo. El coleccionista viajó por toda Europa visitando museos y comprando libros de arte y su biblioteca es un claro reflejo de sus conocimientos artísticos. Escribió a su esposa más de treinta cartas comentándole sus compras de obras de arte y las visitas a museos como la Wallace Collection, la Dulwich, el Kensington, el Louvre o el Museo de Berlín. Entre esas cartas, hay una escrita en Viena en julio de 1926 en la que relata a su esposa unas reflexiones sobre el arte que en cierto modo resumen una parte de su experiencia como coleccionista: «El arte, al revés que la moda, gana todos los años en valor, sobre todo para mí que pienso que esos objetos me han dado tanta dicha educándome y refinando mi gusto». José Lázaro, no sólo fue un coleccionista entusiasta, también fue un firme defensor del Patrimonio Español y luchador feroz contra el expolio. Formó parte del Patronato del Museo del Prado y quiso ocupar un puesto en la Academia de Bellas Artes de San Fernando, pero nunca le fue concedido. Fue un reconocimiento a su labor por la defensa de la cultura y el patrimonio nacional, lo que hizo a la Real Academia de Bellas Artes de San Fernando otorgarle en 1958 la Medalla de Honor de la institución.
Poco después de la muerte de José Lázaro se creó una comisión que se hizo cargo de la administración de la herencia así como de proponer la constitución de una fundación como forma más adecuada para gestionar la importante donación patrimonial realizada por el coleccionista y filántropo. Se instituyó como "Fundación benéfico docente de carácter público, con plena autonomía y personalidad jurídica propia e independiente", la Fundación fue creada por Ley de 17 de julio de 1948 "para atender a la perfecta conservación y máximo rendimiento cultural de las colecciones reunidas por don José Lázaro, perpetuar su nombre y continuar, sin limitación de tiempo, la meritoria tarea a la cual consagró su constante y provechosa actividad". La dirección de la Fundación recayó en un Protectorado, constituido el 16 de marzo de 1949, presidido por el Jefe del Estado e integrado por los ministros de Asuntos Exteriores, Hacienda y Educación Nacional, así como por los directores de las Reales Academias de Bellas Artes de San Fernando y de la Historia y el presidente del Consejo Superior de Investigaciones Científicas.
Así mismo, la Fundación decidió desde un principio destinar parte de sus recursos a la mejora, incremento y difusión del Patrimonio Artístico Español mediante la realización de obras de restauración en determinados conjuntos arquitectónicos (el Salón de los Califas de Madinat al-Zahrá, la ermita de San Baudelio de Berlanga en Soria, la Aljafería de Zaragoza o del Palacio Arzobispal de Santiago de Compostela), la concesión de becas de formación a estudiantes o licenciados, así como la edición, desde 1954, de la revista de arte "Goya". 

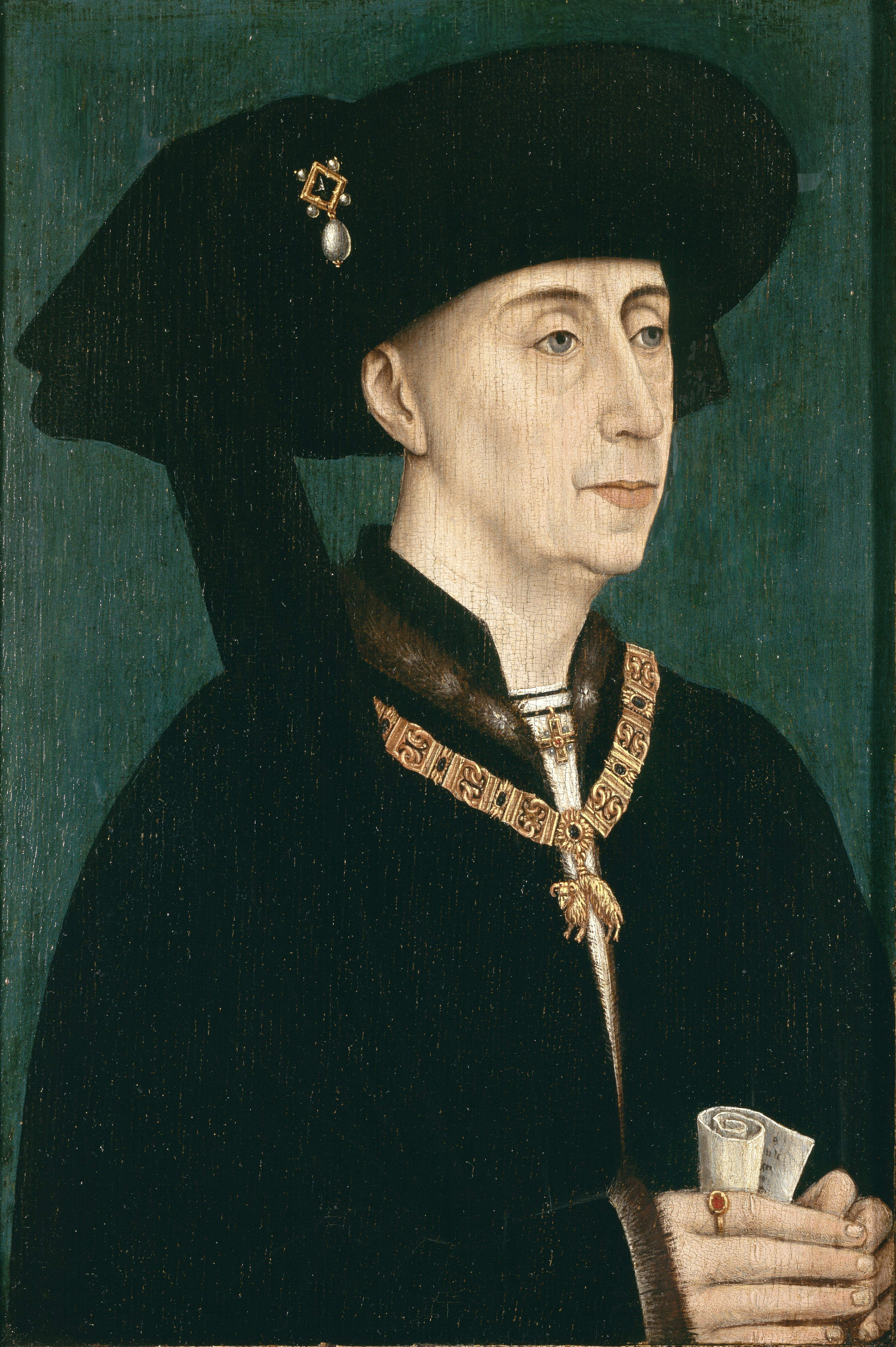
Felipe «el Bueno», portando el collar de la Orden del Toisón de Oro (obra de 1450 de Roger van der Weyden)

## Contextualización histórica
El tipo de cerámica denominada loza dorada o de reflejo metálico fue un procedimiento decorativo revolucionario que utilizaron por primera vez los ceramistas mesopotámicos que conocería un gran porvenir en Oriente y luego en España e incluso en Italia. Costosa y de difícil realización, esta técnica, secreto de taller, fue utilizada solamente en los grandes centros urbanos. Necesitaba dos niveles de hechura: el primero, en atmósfera oxidante, durante el cual son cocidos la pasta y el vidriado; el segundo en atmósfera reductora y a una temperatura inferior a la de hechura inicial, que permite la reducción de la decoración compuesta de óxidos metálicos en finas láminas de metal puro que se incorpora a la superficie del vidriado ligeramente reblandecido. Parece ser que en la segunda mitad del siglo IX, dos tipos de decoraciones con reflejo metálico fueron utilizados simultáneamente: el lustre polícromo, que necesita unos óxidos de cobre y de plata y el lustre monocromo que rápidamente suplantó al otro, para el cual el óxido de cobre es muy utilizado.
En la Península este tipo de piezas fueron importadas de Oriente junto con otros objetos de lujo, como era habitual, hasta que la técnica en sí comienza a practicarse a finales del s.IX aproximadamente. La refinada técnica de cerámica esmaltada permanece así en la tradición alfarera hispanomusulmana, manteniendo una rica tradición en la zona del Levante español. La multitud de escudos y blasones que aparecen con frecuencia en sus decoraciones atestiguan que reyes, príncipes y nobles familias de todos los países de Europa codiciaban poseer este tipo de piezas.
La pervivencia de esta técnica en la península ibérica de mano de alfareros moriscos pone de manifiesto el aprecio de las clases dirigentes cristianas por estas piezas. Pero también la existencia de una determinada concepción del poder y de los objetos y decoraciones que se le asocian, que permiten explicar la convivencia de epigrafías árabes en decoraciones cristianas. Se identifica un espacio mediterráneo donde existe una cultura cortesana con estrategias de legitimación de origen compartido y reconocido en toda esa área común. Este tipo de objetos eran considerados símbolo de lujo, elementos de notoriedad, especialmente dignos para determinadas festividades o ceremonias. Ejemplos de esta convivencia están en la bandeja mameluca del siglo XIII-XIV que se utilizaba para ofrecer los manjares más apreciados al basileus paleólogo o la almohada de la reina Berenguela. 

### Los alfares de Manises
Los centros alfareros valencianos han pasado a la historia por su fabricación de loza dorada, destacando por encima de todos Manises, que ha pasado a la historia por su fabricación de loza dorada, aunque también fabricaron con otras técnicas. Desde comienzos del siglo XIV, los miembros de la familia Boil fueron los señores de Manises. Esta familia, conocedora de los ingresos que para los nazaríes suponía la exportación de loza dorada, potenció los alfares de Manises, llevando a cabo gestiones con el rey de Aragón para conseguir algunos privilegios para la fabricación de esta loza. También posiblemente, cuando por los acontecimientos históricos decayó la producción nazarí, facilitara el traslado de alfareros malagueños a Manises. Hay documentos que reflejan la gran estima que por aquella época se tenía a la loza dorada manisera. Un detalle que confirma el éxito de esta cerámica a nivel internacional es la presencia de piezas típicas de Manises en diversas obras de pintores flamencos, como el famoso tríptico Portinari de Van der Goes, que se expone en la Galería de los Uffizi de Florencia, en el que aparece un bote decorado con hojas de hiedra en cobalto y dorado. Los motivos decorativos son típicamente hispanomusulmanes, ya que se mezclan influencias musulmanas y cristianas; en sus piezas más antiguas predominan las primeras, y poco a poco, con el paso del tiempo, van siendo sustituidas por las segundas. Así, la epigrafía de Manises tiene dos vertientes: La musulmana, realizada con el alfabeto árabe, y la cristiana, realizada con letras góticas. La primera se empleó en las piezas más tempranas, y se limita a las alafias. Respecto a los temas heráldicos, la incorporación de los escudos a la decoración de la loza dorada de Manises es debido a la influencia cristiana u occidental, que se afianza en el siglo XV. Gracias a algunas piezas que se conservan con los escudos de ciertos nobles y reyes se han podido datar con bastante seguridad algunas de las mejores series de Manises, como la del perejil y la de la brionia. Los escudos se combinan con otros temas, en principio musulmanes, como alafias, acicates, atauriques, etc., y más tarde cristianos, como flores de puntos, brionia y hojas de hiedra o helechos.

### Felipe IIIel Bueno
El duque borgoñón nació en Dijón (Francia) el 31 de julio de 1936 y murió en Brujas (Bélgica) el 15 de junio de 1467. Recibió en herencia el ducado de Borgoña y otros territorios independientes de este en 1419, por el asesinato de su padre, Juan sin Miedo. Contaba entonces con 22 años de edad y tenía una educación muy completa ya que desde edad muy temprana fue educado en la corte de Francia junto a los hijos del rey. En su adolescencia fue llevado al palacio ducal de Gante, donde pasó toda su juventud. Hablaba son soltura el borgoñón y el flamenco. Era alto, bien parecido, comunicativo, aficionado a los placeres de la vida terrena, incluyendo los de la carne, y poseía un cierto encanto que atraía a quienes hablaban con él.
Será el nuevo duque durante muchos años. Va a continuar con la política de apropiación de dominios, merced a convenientes enlaces matrimoniales o recurriendo a actuaciones más belicistas. Apoyó en la guerra de los Cien Años a los ingleses, tras el tratado de Troyes de 1420. En aquel tiempo Francia estuvo a punto de dejar de ser francesa, pues incluso la capital rendía pleitesía al ducado borgoñón. No obstante, Felipe III el Bueno se fue distanciando de la posición original y se reconcilió con Carlos VII de Francia por el tratado de Arrás en 1435, pues las nueva alianzas le ayudaron a consolidar sus enormes ganancias territoriales, sobre todo en los Países Bajos. Dueño de un gran Estado, trató de darle homogeneidad creando varias instituciones administrativas comunes. Se puede afirmar que Felipe III el Bueno se reveló como el verdadero artífice del estado borgoñón. Fue un importante mecenas de las artes. Convirtió a su corte en la más refinada de Europa. Ya se estableciese la corte en Dijon, como en Lille, Bruselas o Brujas, era la más lujosa de Europa, gracias a la promoción de artistas, músicos y escritores. Tuvo como valet de chambre (ayudante de cámara) a Jan van Eyck, que realizó la mayor parte de su obra estando al servicio del duque borgoñón. Debía conocer bien las dotes del artista para el retrato puesto que envió al maestro flamenco a la embajada para conocer a su prometida Isabel de Portugal. Fue Van Eyck quien realizó sendos retratos de la señora infanta Isabel.
Entre los que decoraron los palacios e iglesias borgoñonas con cuadros, retablos, tapices y esculturas también se encontraban maestros flamencos de la talla de Rogier van der Wyden y Hans Memling. El duque gustaba del fasto y cuando recibía, lo hacía en una sala tendida de preciosos tapices de seda y oro tejidos en los talleres de Arras o Tournai que poseía en número tan elevado y que su mantenimiento exigía criados especializados. Como mecenas favoreció a músicos, escritores, pintores, tapiceros, iluminadores; los manuscritos de su librería que forman el núcleo de la biblioteca de Borgoña en Bruselas, dan cuenta del extraordinario desarrollo de las artes en la corte de Borgoña y en los estados del duque. Las ciudades flamencas eran centros industriales prósperos y densamente pobladas para la época. Ciudades como Gante, Brujas o Ypres florecieron especialmente a través del comercio de los paños. Brujas era la ciudad de los banqueros por excelencia, la de los cambistas italianos como los Arnolfini o los Portinari. También fue uno de los principales puertos comerciales. Los contemporáneos de Felipe III el Bueno le agradecieron el fasto y esplendor con el que se rodeaba y mostraban su entusiasmo con los prestigiosos espectáculos de una Corte que les proporcionaba una fuente de prosperidad. Su riqueza era una forma de asegurarse la fidelidad de sus súbditos.
Así mismo, poseía un carácter caballeresco que le llevó a fundar en 1429 la Orden del Toisón de Oro, una selecta orden de caballería a la que solo podían pertenecer 34 nobles de reconocido valor. El duque había decidido retomar un viejo proyecto de su abuelo, el duque Felipe el Atrevido (1363-1404), de fundar una Orden de Caballería de gran prestigio, con la que encabezar una expedición cristiana que recuperase Jerusalén para la Cristiandad. Con la fundación de esta Orden la corte borgoñona potenciaba su poder y abría un nuevo canal de propaganda para dar a conocer al resto del mundo el imperio de los duques de Borgoña. La institución de la orden se produjo por el matrimonio del duque con la Infanta Isabel de Portugal. El lema que unió sus armas con este motivo fue Aultre n’auray dam Isabeau tant que vivray, que quedó reducido más tarde a Aultre naray, es decir, “no tendré otra”. Era su tercer matrimonio después de que sus anteriores nupcias no le hubieran dado descendencia, aunque sí era considerable el número de bastardos en su haber. A pesar de que la orden se crease con motivo de este matrimonio y con un trasfondo de valores cristianos y de la caballería, existe un manifiesto trasfondo político. La admiración que procesaba el duque de Borgoña por la Orden de La Jarretera a la que no pudo acceder para no enfrentarse con los intereses del rey de Francia le valió de pretexto para crear la suya propia. En el momento de creación de la nueva orden de caballería, Felipe III el Bueno regía el ducado más importante de Europa y su poder era tan patente que incluso superaba al propio rey de Francia. Los soberanos de Europa entendían que era el actual duque de Borgoña quien debía liderar los reinos cristianos en una nueva cruzada contra los turcos. Tomó como emblema el vellón o vellocino (representado como colgante en oro). El carnero era ya un símbolo de Brujas que contaba con una importante industria lanar y además el símbolo se basaba en la mitología griega: el vellocino de Oro que Jason y los Argonautas partieron a conquistar. Mediante la creación de esta Orden, el duque esperaba poder preservar el ideal de la caballería, no sólo en su propio ducado, sino también en todos los países de Europa. Políticamente, se trataba de sostener y defender a la Iglesia. El collar de la Orden del Toisón de Oro fue muy codiciado y se consideraba un gran honor formar parte de esa orden.
Murió Felipe III el Bueno en Brujas, siendo enterrado en la iglesia de la cartuja de Champmol, cediendo su nobleza a su hijo Carlos de Borgoña, también conocido como Carlos el Temerario o Carlos el Atrevido, según lo mencionen enemigos o súbditos.